# Julius Dicke
Julius Dicke (* 21. April 1863 in Barmen (heute Stadtteil von Wuppertal); † 12. Juli 1933 in Wuppertal) war ein deutscher Architekt und kommunaler Baubeamter. Seine erhaltenen Bauwerke sind als Baudenkmale geschützt.

## Leben und Wirken
Dicke, der aus einer alten Unterbarmer Fabrikantenfamilie stammte, besuchte zunächst die Barmer Oberrealschule (heute Carl-Duisberg-Gymnasium), bevor er in Stuttgart Architektur studierte. Anschließend war er für mehrere Jahre in München freiberuflich tätig. In die Dienste der Stadt Barmen trat er am 15. Juli 1899 als städtischer Architekt ein. Dort unter der Leitung von Stadtbauinspektor Paul Eduard Freygang war er zugleich mit seinen Kollegen Richard Fischer, W. Huxhold und Eugen Rückle mit zahlreichen städtischen Bauvorhaben betraut. Später wurde er zum Stadtbaumeister ernannt. 1928 wurde er pensioniert.
Dicke bewohnte ab 1909 das Haus Oberwallstraße 18 (heute Oberwall).

## Bauwerke (Auswahl)
- 1902–1903: Lichtscheider Wasserturm (der ältere), Barmen[1] (nicht erhalten, 1977 abgebrochen)
- 1904–0000: Hatzfelder Wasserturm (der ältere), Barmen[1] (nicht mehr in Funktion)
- 1904–0000: Volksschule Eichenstraße, Barmen[1] (nicht mehr in Funktion)
- 1907–0000: Feuerwache Am Brögel, Barmen[1] (nicht mehr in Funktion)
- 1908–0000: Feuerwache Werléstraße 23, Barmen[1] (1943 zerstört)
- 190?–0000: Feuerwache Heidter Berg, Barmen[1]
- 1908–0000: Badeanstalt Auf der Bleiche, Barmen-Heckinghausen[1]
- 1908–0000: Erweiterungsbau der Barmer Oberrealschule, Barmen[1]
- 1908–0000: Pumpstation Grillparzerweg, Barmen[1]
- 1909–1912: Kerspetalsperre, Kierspe, architekturelle Gestaltung der Talsperre und deren Nebengebäude im Auftrage der Stadtwerke[1]
- 1915–0000: Bauaufsicht beim Neubau des Barmer Rathauses nach Entwurf von Karl Roth[2]
- 1914–1915: Wohnhäuser Sanderstraße 12 und 14, Barmen, im Auftrag der städtischen Krankenanstalten für die beiden Oberärzte Wilhelm Röpke und Eduard Koll[1]
- 1926–1927: Entwurf der Gedenktafel für die im Ersten Weltkrieg gefallenen städtischen Angestellte, Barmen (ausgeführt vom Bildhauer Friedrich Schluckebier der Jüngere)[2]

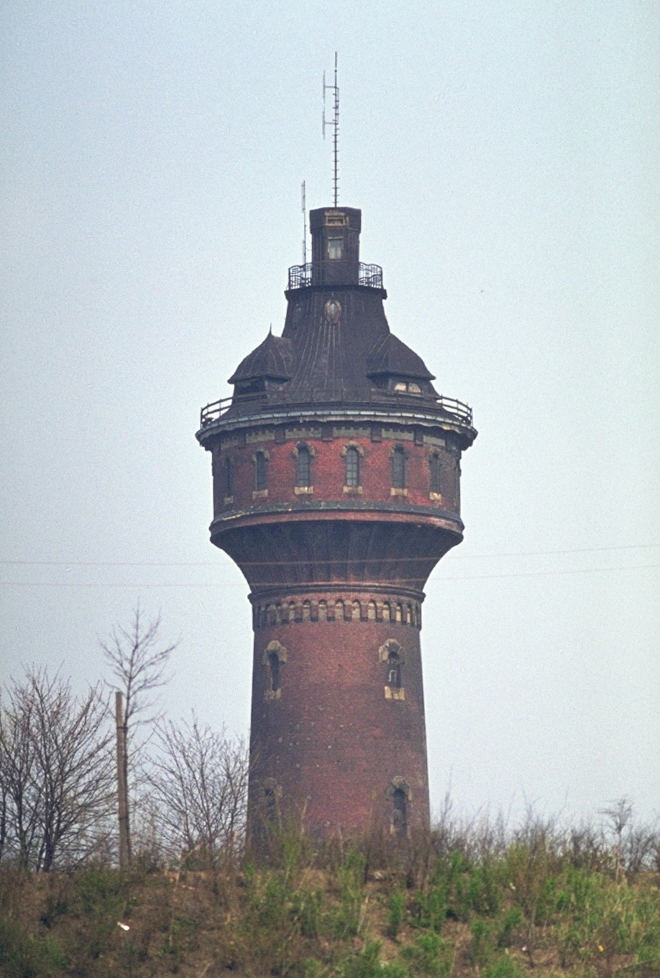
Lichtscheider Wasserturm (der ältere)
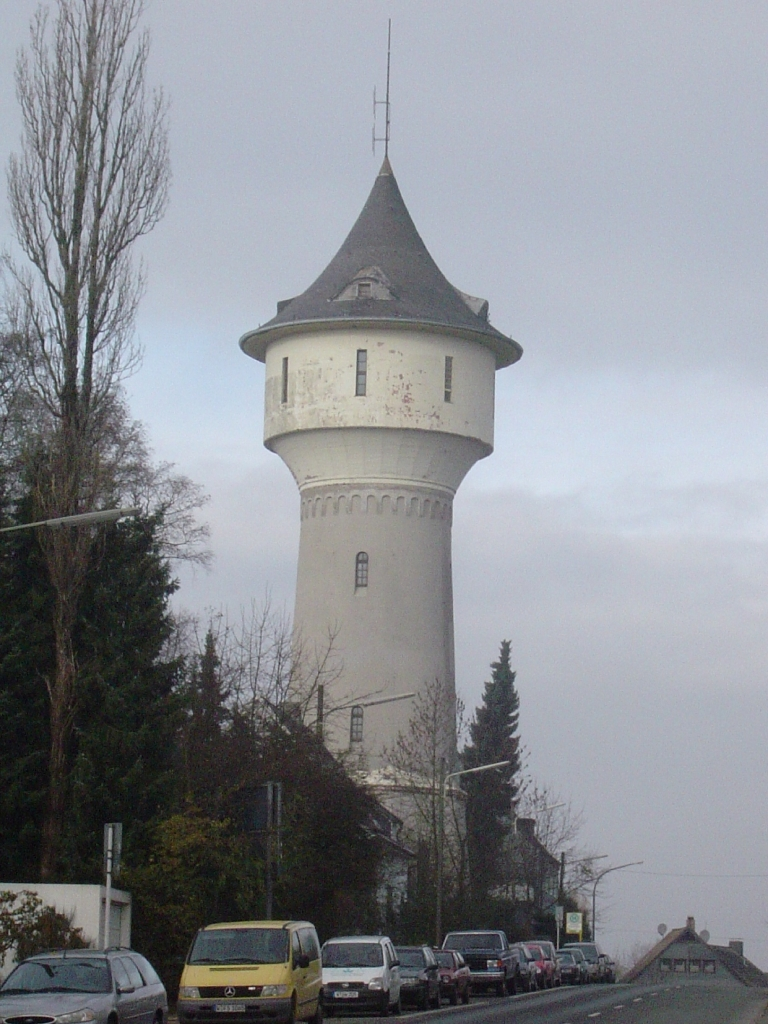
Hatzfelder Wasserturm (der ältere)
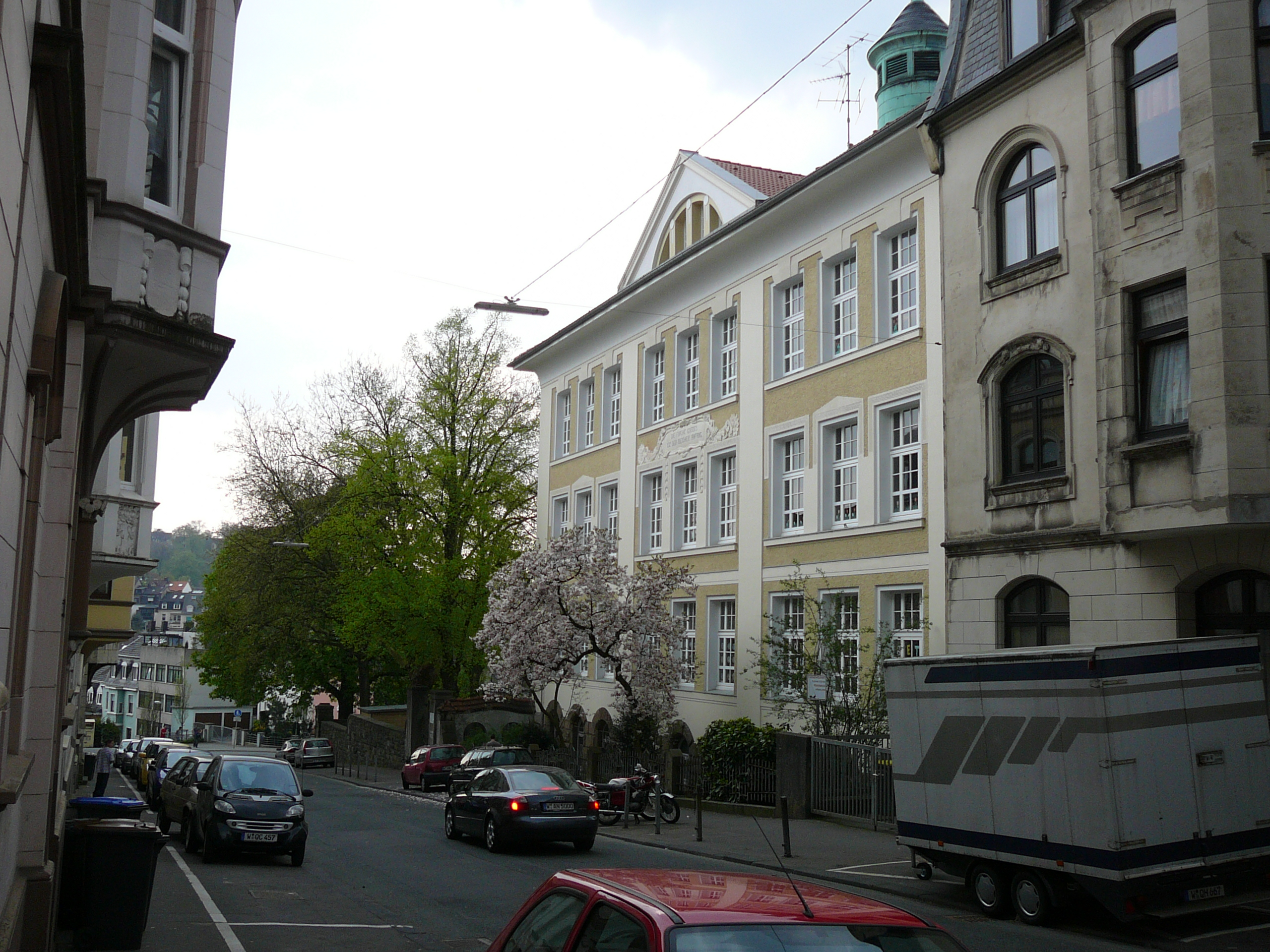
Volksschule Eichenstraße
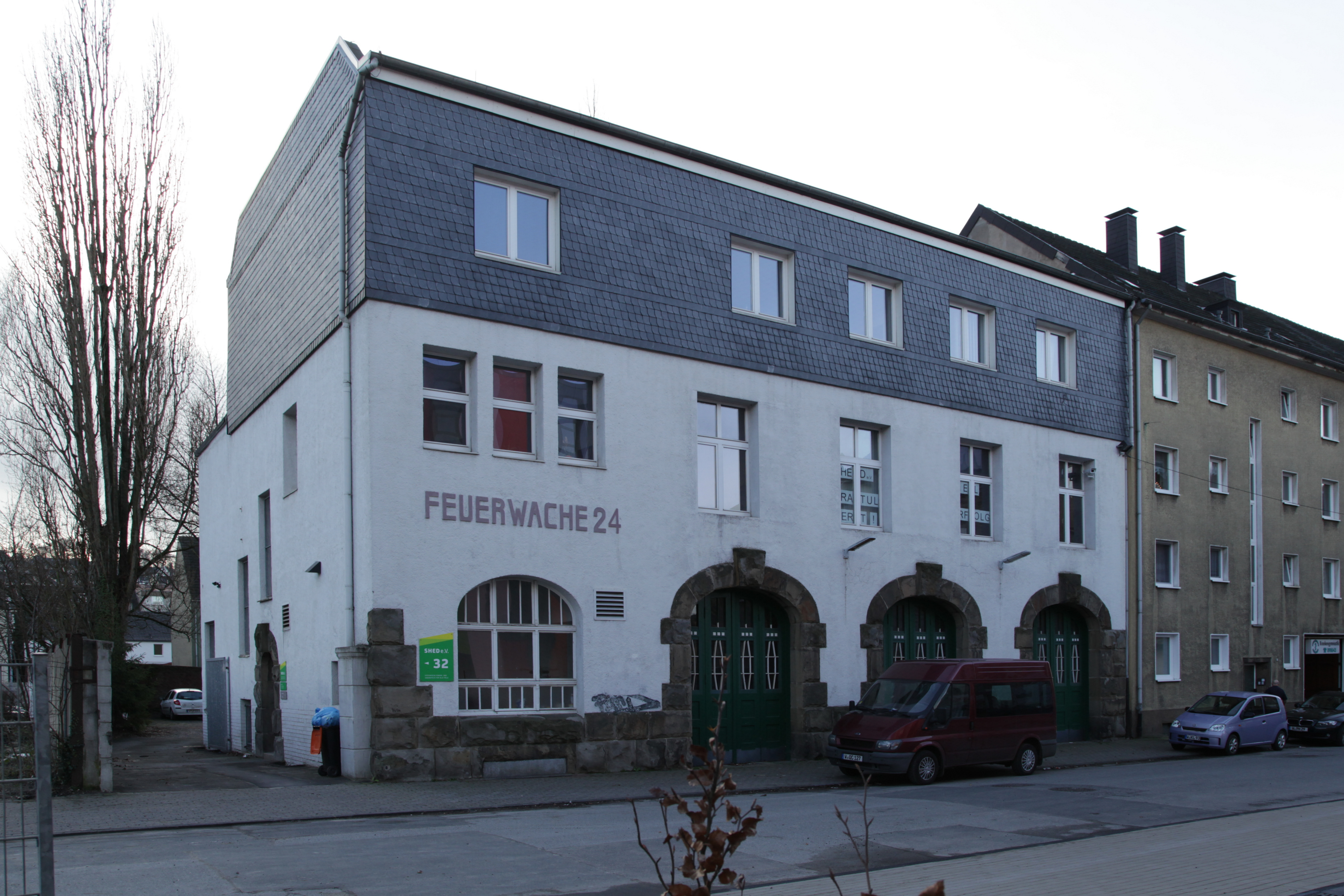
Feuerwache Am Brögel
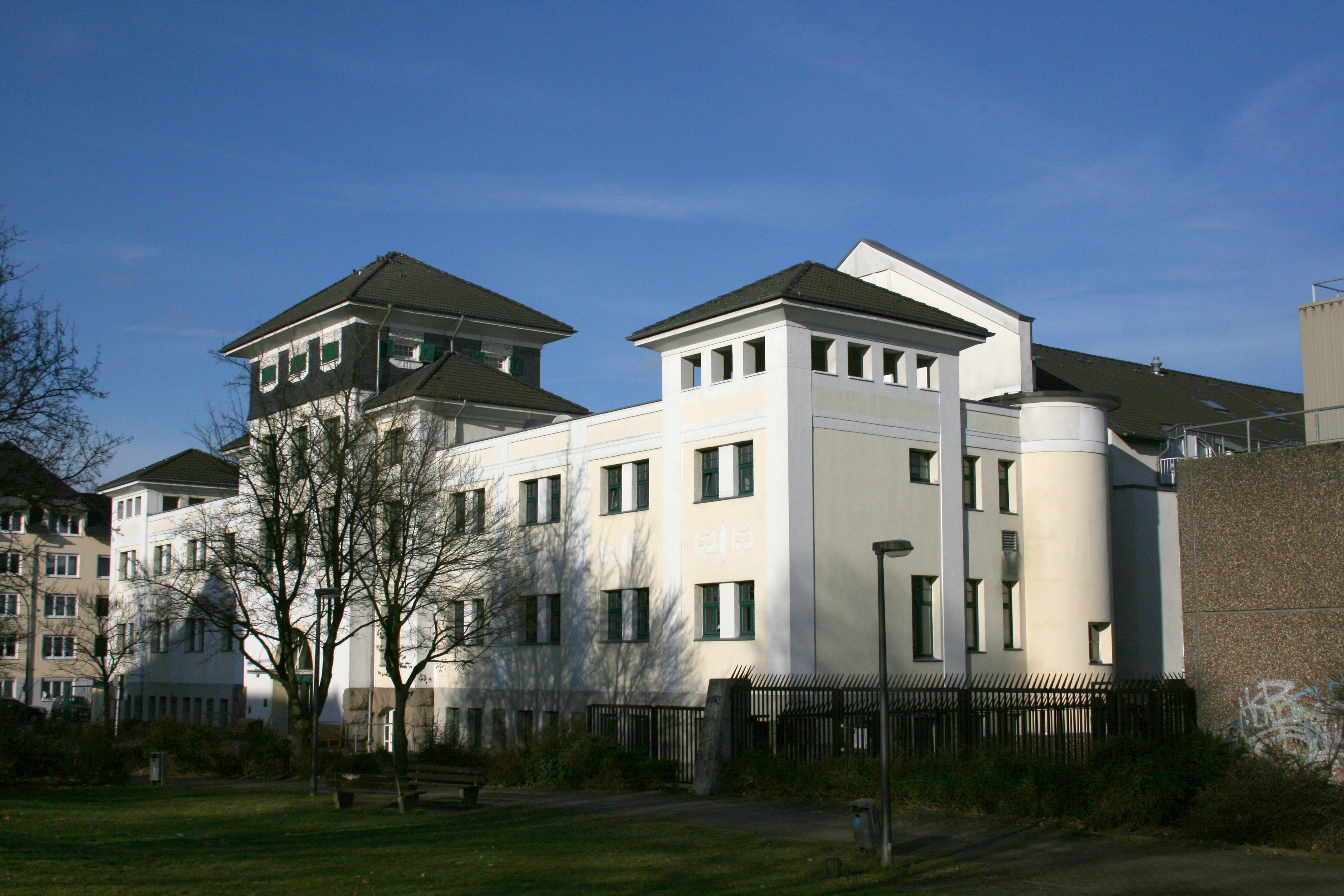
Badeanstalt Auf der Bleiche
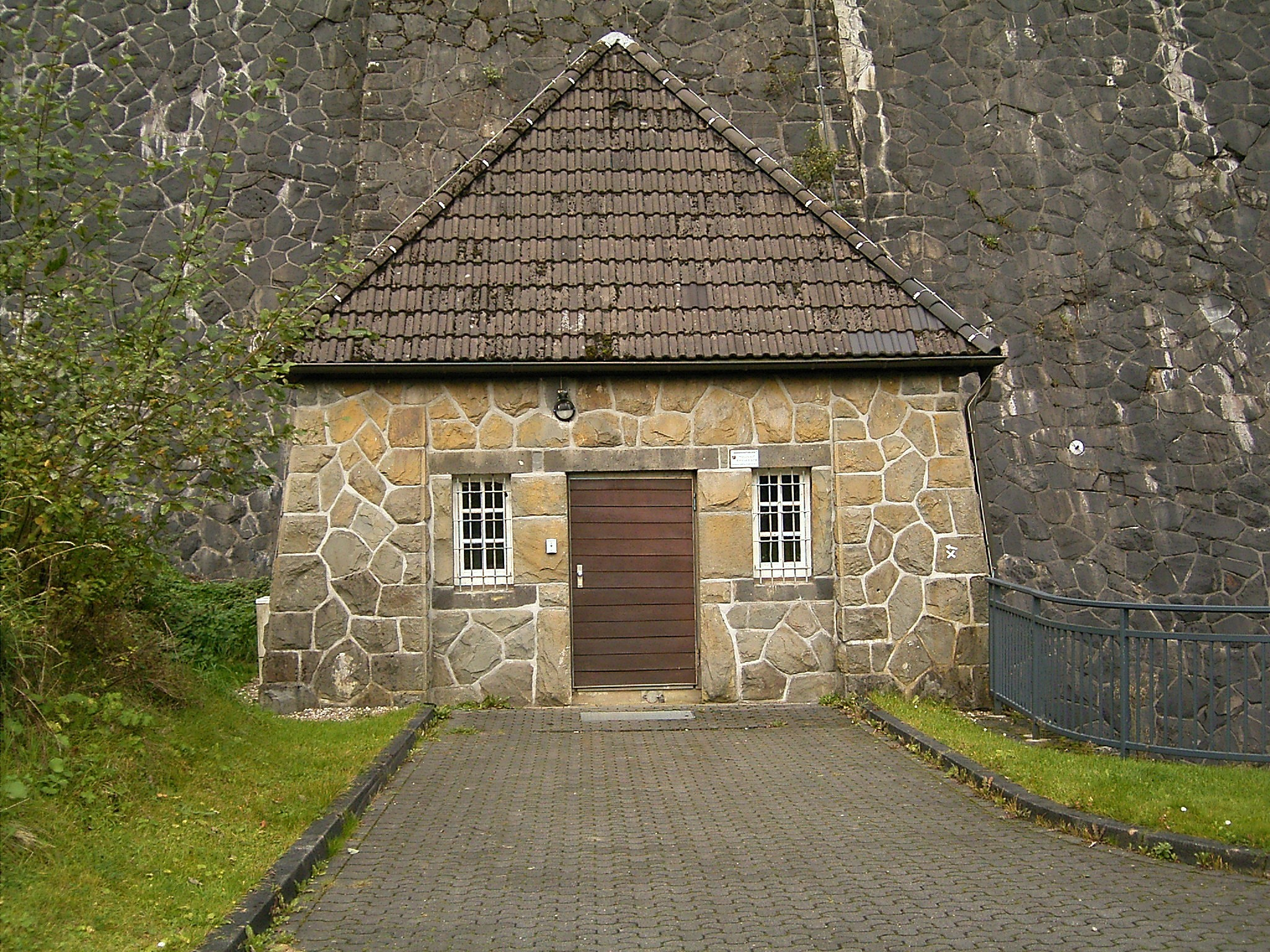
Kerspetalsperre